# Květozob čtyřbarvý
Květozob čtyřbarvý (Dicaeum quadricolor) je kriticky ohrožený druh květozobovitého ptáka, endemitní druh ostrova Cebu.

## Popis
Květozob čtyřbarvý je poměrně robustní druh květozoba. Na délku dosahuje velikosti asi 9 cm, podle jiných zdrojů měří asi 11–12 cm. Základní zbarvení se v případě samců pohybuje v odstínech černé, s červeně zbarvenými částmi hřbetu a zelenožlutým kostřecem. Hrdlo, hruď a zbylé spodní partie se pohybují v odstínech bílé, respektive šedavé. Samice mají oproti samcům matnější opeření a postrádají červené peří, samicím se pak do značné míry podobají i nedospělí jedinci. Duhovka je tmavě hnědá, poměrně krátký a tlustý zobák leskle černý. Končetiny jsou taktéž leskle černé, během období rozmnožování však získávají růžovou barvu.

## Výskyt a ekologie
Květozob čtyřbarvý žije endemitně na ostrově Cebu na Filipínách. Jde o špatně známý druh, jenž byl od roku 1906 dlouhé dekády považován za zcela vyhynulý. Příčinou úbytku se stalo zejména mýcení lesních porostů, kdy okolo roku 1986 na ostrově zůstávalo již pouhých 15 km2 otevřených dipterokarpových lesů a 4 km2 mangrovníkových porostů. Ke znovuobjevení tohoto druhu došlo roku 1992 na velmi malém území (< 2 km2) značně degradovaného lesa poblíž vesnice Tabunan. Od té doby došlo k objevení několika populací i v dalších lesních fragmentech, na základě dat Mezinárodního svazu ochrany přírody (IUCN) pták k roku 2021 přežívá i v Nug-As (cca 700 ha), Dalaguete (cca 80 ha) a okolí Mount Lantoy (cca 30 ha). Celková velikost populace činí dle IUCN jen asi 60–70 dospělých jedinců a jde o kriticky ohrožený druh. Současné ohrožení navíc pramení i z kompetice s agresivnějšími květozoby filipínskými (Dicaeum australe).
Poslední populace květozobů čtyřbarvých přežívají v otevřených i hustých porostech a třebaže do určité míry tolerují druhotné lesy nebo lesy vystavené selektivní těžbě dříví, vždy vyžadují větší podíl původních porostů. O jejich chování a ekologii je známo jen malé množství informací. Většinu času tráví ve stromovém baldachýnu, kde jednotlivci nebo menší skupinky květozobů pátrají po potravě. Živí se například ochmety či zralými plody fíkovníků, krmili se i na kvetoucích kalabách. Mláďata byla pozorována v červnu, červenci a prosinci.

## Ochrana
Ochranná opatření se soustředí především na zachování zbývajících lesů, včetně vyhlášení rezervace Central Cebu Protected Landscape o rozloze přes 29 ha (IUCN V) a snahy vyhlásit národní park okolo Mount Lantoy. Les v oblasti Nug-as spravují tři organizace spolupracující s místním ministerstvem životního prostředí a přírodních zdrojů. Na zalesňování a další obnově stanovišť či rozšiřování povědomí o ochraně přírody se podílí například Cebu Biodiversity Conservation Foundation (1999–2004) a Philippines Biodiversity Conservation Foundation (od 2014). Jedním z cílů ochrany by měl být i výzkum současných populací, zejména co se týče jejich hnízdního chování.